# Antonio Romero Losada
Antonio Romero Losada (La Línea de la Concepción, Cádiz, 1963) es un militar español. Teniente General del Ejército de Tierra español. Ostenta el cargo de director del Centro de Inteligencia de las Fuerzas Armadas (CIFAS) desde el 7 de octubre de 2019.

## Biografía
Nacido en 1963 en la localidad gaditana de La Línea de la Concepción. Ingresó en la Academia General Militar de Zaragoza (1981) y obtuvo el grado de teniente (1986). Sus primeras tareas como oficial, tanto de teniente como de capitán, entre 1986 y 1997, fomándose en la Legión Española, dentro del Tercio Juan de Austria, con sede en la localidad almeriense de Viator. En 1993 realizó su primera misión internacional formando parte del contingente español en Bosnia y Herzegovina. Posteriormente también participó en misiones en Kosovo y en Afganistán.
En 1988 fue ascendido a comandante y, después de realizar el curso de Estado Mayor, fue destinado al Cuartel General de la Fuerza de Maniobra y al Cuartel General de la Brigada Acorazada XII. Después de su ascenso a teniente coronel mandó sobre la VII Bandera de la Legión Española y, posteriormente, fue destinado al gabinete del jefe del Estado Mayor del Ejército. En 2013 fue ascendido a coronel y destinado como jefe del Tercio Gran Capitan a Melilla. Posteriormente, fue destinado al Ministerio de Defensa, a la Dirección General de Política de Defensa (DIGENPOL), como jefe del Área de la OTAN hasta su ascenso a general en 2017.
Desde abril de 2017 fue el jefe de la Brigada Galicia VII (BRILAT). Como general lideró el contingente español de unos 650 militares destinados en Líbano, en la operación de cascos azules de UNIFIL, encargado del sector Este. En mayo de 2019 fue trasladado e ingresado al Hospital Central de la Defensa Gómez Ulla (Madrid) después de sufrir unos dolores estomacales, mientras estaba de servicio en Líbano. Poco después fue dado de alta con resultado satisfactorio.
El 27 de septiembre de 2019, el Consejo de Ministros le ascendió de general de brigada a general de división, y pocos días después, el 7 de octubre, en la base de Retamares, tomó posesión del cargo de director del Centro de Inteligencia de las Fuerzas Armadas (CIFAS). Su antecesor, el general de división Francisco Rosaleny Pardo de Santayana, pasó a la reserva, una condición que no permite permanecer en el cargo.
El 21 de octubre de 2019, tres días después de los grandes disturbios por las protestas contra la sentencia del juicio en el proceso independentista catalán, en el marco de la huelga general catalana, se reunió con la ministra de Defensa española, Margarita Robles, y la nueva directora del Centro Nacional de Inteligencia (CNI), Paz Esteban López, para abordar una respuesta política y social en Cataluña.
El 27 de junio de 2023, ascendió a teniente general del Cuerpo General del Ejército de Tierra.

## Condecoraciones
- 7 Cruces del Mérito Militar, con distintivo blanco.[2]
- 1 Insignia de la ciudad de La Línea de la Concepción.[1]
- Gran Cruz de la Orden de san Hermeengildo (2017).